# Karneades den yngre
Karneades (grekiska: Καρνεάδης, latin: Carneades, betydelse "från Karnea"), död 131/130 f.Kr. i Aten blev skolark (föreståndare) för den platonska akademin när Karneades den äldre år 137/136 f.Kr. av hälsoskäl trädde tillbaka.. I övrigt förefaller det enda som är känt om honom vara att hans far hette Polemarchos.